# Bubble Porn
Bubble Porn, também conhecido por Mormon Porn, é uma técnica de colocar bolhas em partes estratégicas de uma imagem (ou video), transformando assim imagens inocentes de mulheres em biquínis em supostas imagens de nudez.

## História
De acordo com o site Gizmodo, esta técnica de edição foi criada em 2010 por um jovem mórmon que, proibido de ver pornografia, editou imagens normais com “bolhas”, enganando assim seu cérebro e satisfazendo seus desejos eróticos.
Apesar de parecer um contra-senso, uma vez que tradicionalmente a pornografia depende da total revelação de tudo o que se vê, e "tapar coisas" tornaria conteúdo pornográfico em "menos pornográfico", o truque atiça um canto obscuro da mente humana que é capaz de enxergar o que não existe.